# 馬特·特納
馬修·查爾斯·端拿（英語：Matthew Charles Turner；1994年6月24日—）是一名美國職業足球運動員，現效力於美國職業足球大聯盟球隊新英格蘭革命（法甲俱樂部里昂外借），美國國家足球隊守門員。

## 生平
端拿就讀於聖約瑟夫地區高中。特納直到14歲才開始踢足球。 特納後來來到費爾菲爾德大學上大學。

## 國際賽生涯
2021年1月31日，特纳代表美国国家足球队首次亮相国际赛场，在 7-0 战胜特立尼达和多巴哥队的友谊赛中担任首发门将，並全场零失球。

## 個人生活
特納的父親祖上是猶太人，他的曾祖母在第二次世界大戰期間從立陶宛移民至美國。2020年特納獲得立陶宛護照 。

## 榮譽

### 俱樂部
新英格蘭革命
- 支持者之盾 : 2021

 阿森納
- 英格蘭社區盾冠軍：2023年[7]

 水晶宮
- 英格蘭足總盃冠軍：2025

### 國家隊
美國國家隊
- 美洲金盃冠軍 : 2021[8]
- 中北美洲及加勒比海國家聯賽冠軍 : 2022-23[9]